# Smart Wings
Smart Wings was een Tsjechische lagekostenmaatschappij met als hub de luchthaven van Praag. De maatschappij was een merk van de chartermaatschappij Travel Service, het huidige Smartwings. Smart Wings voerde ook vluchten uit vanaf Brno en Ostrava. Smart Wings fuseerde in 2018 met Travel Service tot Smartwings en gaf daarbij de roepletters, IATA- en ICAO-code door.

## Geschiedenis
Smart Wings werd opgericht in 2004 als dochteronderneming van Travel Service en kreeg een eigen kleurenschema. Toen Tsjechië op 1 mei 2004 toetrad tot de Europese Unie volgde de eerste vlucht naar Parijs en de opening door de voormalig president Václav Klaus. Smart Wings werd opgericht om lagekostenvluchten uit te voeren voor het moederbedrijf Travel Service. De vloot bestond bij de oprichting uit twee geleasede Boeing 737-500s van Lufthansa. In 2006 werd een tweede basis op de luchthaven van Boedapest geopend voor vluchten naar onder andere Milaan, Rome en Parijs.

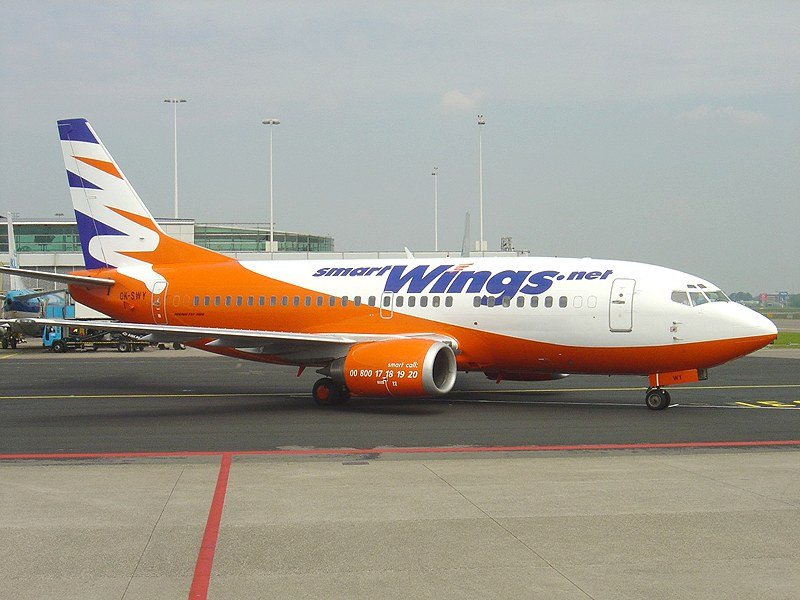
Eerste Boeing 737-500 geleased van Lufthansa

Smart Wings had al een zustermaatschappij in Hongarije (Smartwings Hungary) en in 2010 werd Smartwings Slovakia opgericht. In 2012 volgde ook Smartwings Poland. Zij maken samen deel uit van de Smartwings Group. Smart Wings heeft alleen deel uitgemaakt van de voorloper, de Travel Service Group. Nadat SkyEurope failliet ging in 2009 kreeg Smart Wings meer kans op het routenetwerk verder uit te breiden vanwege de verminderde concurrentie. Zo werden in 2010 onder andere de vluchten naar Amsterdam weer hervat. Smart Wings verhuurde haar vliegtuigen en leasede zelf ook vliegtuigen. In 2014 van onder andere het Indiase SpiceJet. In 2017 werd Travel Service lid van Airlines for Europe waarmee ook Smart Wings deel uitmaakte van de samenwerking. In oktober van datzelfde jaar maakte Travel Service bekend dat het merk Smart Wings zou vervallen en de eigen naam zou veranderen naar de holding Smartwings. Hiermee hield het merk Smart Wings op 6 december 2018 op te bestaan en fuseerde met het ‘nieuwe’ Smartwings.

## Vloot

### Laatste vloot

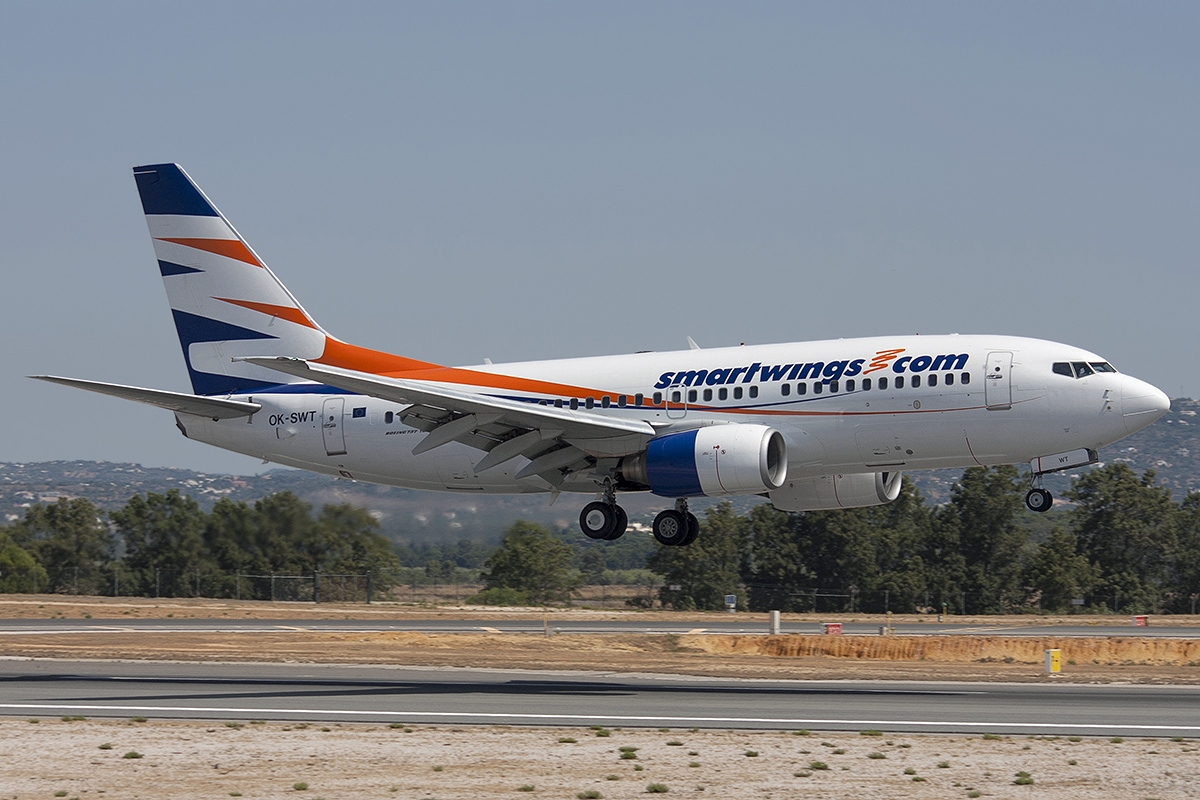
Een Boeing 737-700 van Smart Wings

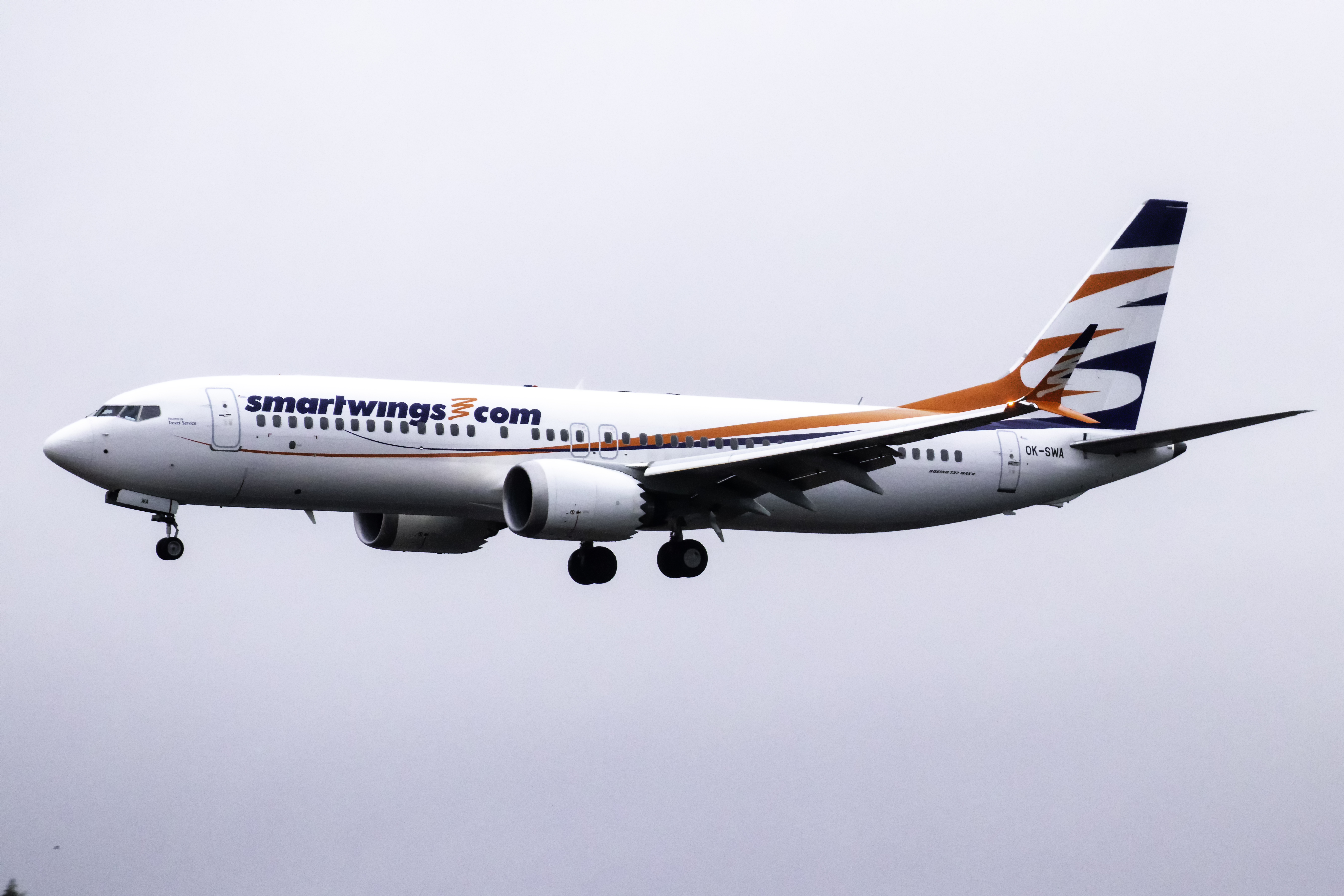
Eerste Boeing 737 MAX 8 van Smart Wings

De vloot van Smart Wings bestond voor de fusie op 6 december 2018 uit de volgende toestellen:
| Type             | In dienst | Orders | Opmerkingen     |
| ---------------- | --------- | ------ | --------------- |
| Boeing 737-700   | 2         | —      | OK-SWT & OK-SWW |
| Boeing 737-800   | 10        | —      |                 |
| Boeing 737 MAX 8 | 6         | 7      |                 |
| Totaal           | 18        | 7      |                 |

Alle toestellen zijn overgenomen door Smartwings.

### Voormalige vloot

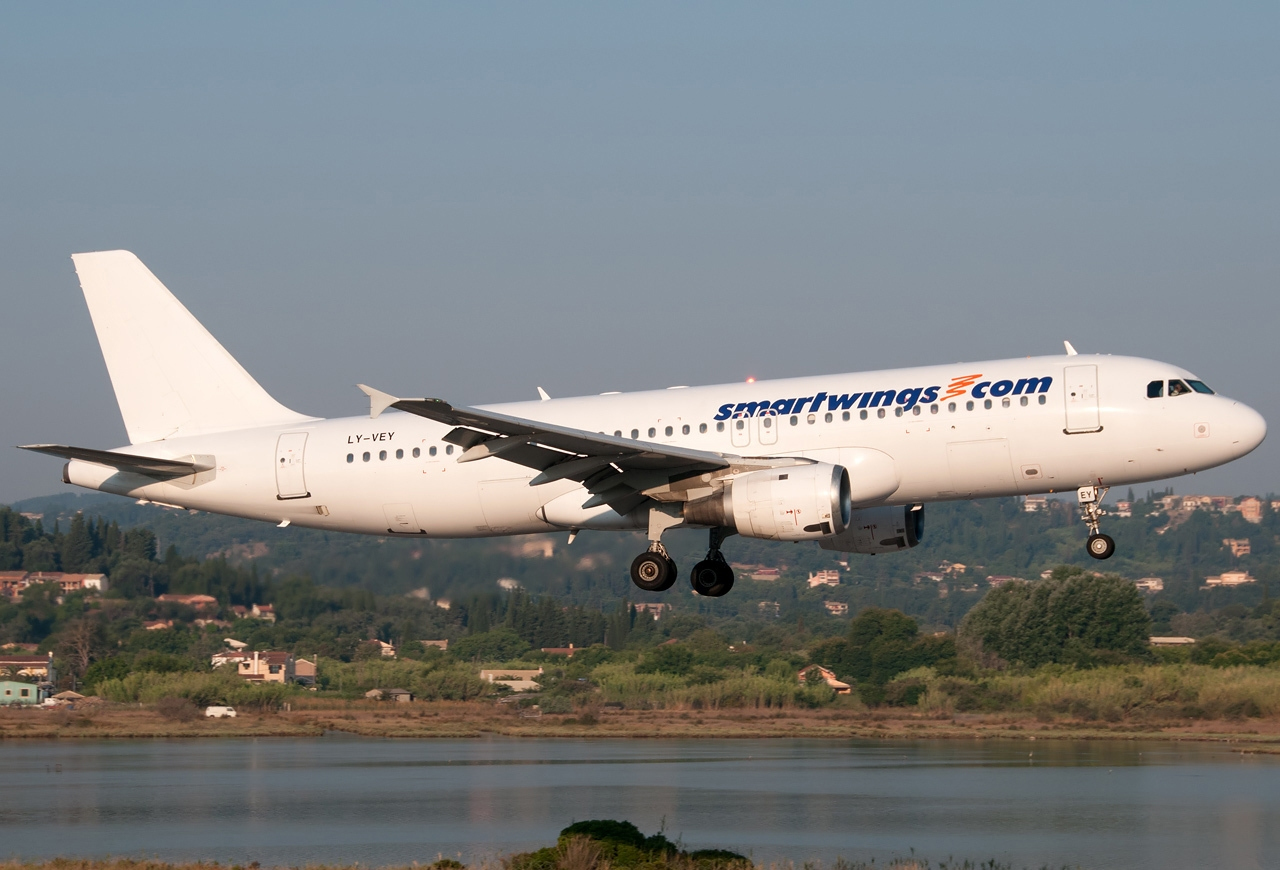
Geleasede Airbus A320-200 van Avion Express

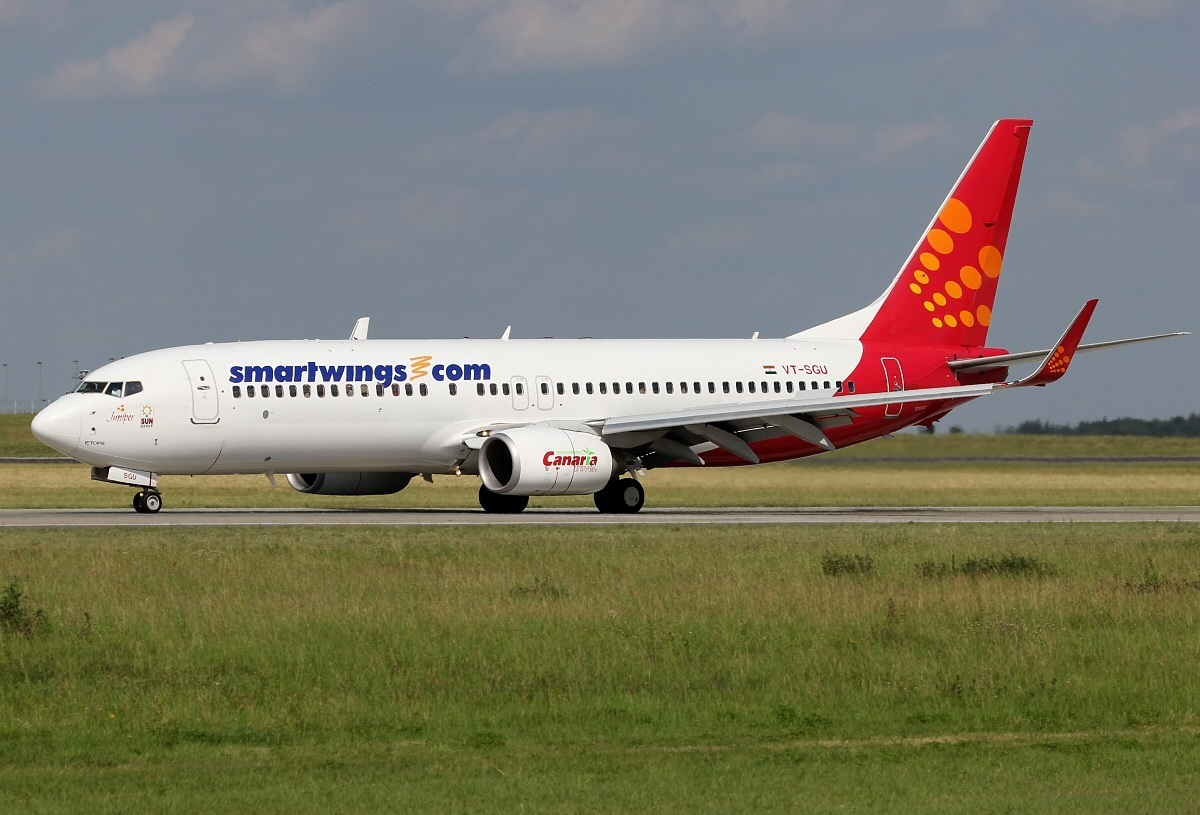
Geleasede Boeing 737-800 van SpiceJet

De vloot van Smart Wings bestond ook uit:
| Type            | Aantal | In dienst | Uitgefaseerd | Opmerkingen                    |
| --------------- | ------ | --------- | ------------ | ------------------------------ |
| Airbus A320-200 | 7      | 2013      | 2017         | Alle toestellen waren geleased |
| Boeing 737-400  | 1      | 2018      | 2018         | Geleased van Yanair            |
| Boeing 737-500  | 6      | 2004      | 2011         |                                |
| Boeing 737-700  | 1      | 2012      | 2013         | Naar SAS                       |
| Boeing 737-800  | 59     | 2012      | 2018         | Alle toestellen waren geleased |

## Bestemmingen
Smart Wings voerde vluchten uit binnen Europa, het Midden-Oosten en Noord-Afrika. Voornamelijk vakantiebestemmingen, maar ook steden als Amsterdam, Frankfurt, Kopenhagen en Stockholm.

## Incidenten en ongevallen
- Op 18 juli 2017 raakte Smart Wings vlucht QS1482 van de baan na de landing op de luchthaven van Boergas. Geen van de inzittenden van de Airbus A320-200 raakte gewond.[17]
- Op 1 augustus 2018 raakte een Boeing 737-800 na de landing van de baan op de luchthaven van Pardubice. Het toestel met registratie N624XA kwam uit Iraklion en moest de terugvlucht cancellen. Niemand raakte gewond.[18]